# ビデオファイル
放送におけるビデオファイルとは、静止画などの映像素材、また音声素材などを光磁気ディスクなどのいわゆる電子媒体に多数保存することのできる収録再生装置で、必要に応じてこれらを自在（ランダム）に収録、再生できるものをいう。「VF」あるいは「VAF」と略されることが多い。テレビジョン放送局では主調整室の設備のひとつとして置かれる。

## ビデオファイル以前
放送用の映像・静止画素材が電子化される以前は、映像素材として映画用フィルムないし磁気テープが、静止画素材としてテロップカードが、それぞれ用いられた（フィルムの場合、テレビ用の映像信号に変換するためにテレシネ変換を要した）。素材の送出は当初、CMを含めて、手動の生放送かつ、特に静止画の場合は音声素材（1/4インチオープンリールなど）と別系統・同時送出で行われたため、手順や操作をひとつでも誤るとただちに放送事故となった。VTR機器（連奏型カートリッジテープ再生装置など）の発達にともない、あらかじめ音声とともに事前に収録したものを再生する方法がとられるようになっていった。また、CMの放送についてはCMバンクシステムによる自動化が達成された。
しかし依然、媒体の事前編集作業（主調整室でのテープの掛け替え作業、CM素材の複製、テロップカードの差し替え作業など）は煩雑であり、これらに代わるものの登場が期待されていた。

## ビデオファイルの登場
1980年代、ラジオ放送局でオーディオファイル（AF)が用いられるようになった。コンピュータの飛躍的進歩、ハードディスク記憶装置の飛躍的な記憶容量の増加、光磁気ディスク記憶装置の登場などにより、その考え方や基本技術をデータ量の多い映像にも適用することが可能となり、1990年代、「静止画ファイル」として登場した。

## ビデオファイルの実用
当初、静止画および上述のスーパー用、すなわち従来のテロップの代わりとなるものであったことから「ビデオファイル」（VF）とよばれるようになった。
その後間もなく音声が加わり、「ビデオ・オーディオファイル」（VAF）とも呼ばれるようになった。以降コンピュータのさらなる進歩、ハードディスク記憶装置または光磁気ディスク記憶装置の記憶容量のさらなる増加、データ圧縮技術の向上などにより、急速に、動画、音声、音声つき動画など、様々な組み合わせのものを自在に収録、再生できるものとなっていった。このことから単純に従来のテロップやカートリッジテープ再生装置などの代わりではなく、短時間の番組素材の送出に用いる、いわば小規模なCMバンクシステムあるいは番組バンクシステムとしても利用されるようになった。
2000年代に入ると、CMバンクシステム、番組バンクシステムと機能統合（機能連動）したものが次々に開発され、これらは地上テレビ放送のデジタル化を機に、各局に導入された。
今日、ビデオファイルは主調整室で主に提供やタイトル表示、おことわりなどの各種スーパーに用いられるのみならず、副調整室での番組制作、すなわち、コーナー表示などの各種スーパーに用いられるようになった。ただし副調整室ではリアルタイムに番組内容を構成する必要もあることから、ビデオファイルによらず、コンピュータグラフィックスまたはキャラクタジェネレータ（CG）生成装置から直接、映像を得る、あるいはCG生成装置内に小規模なビデオファイルの機能を持たせたものとなる方向にある。
現在、ラジオ放送に用いるオーディオファイルは完成されたものになりつつあり、ラジオの番組バンクシステム、CMバンクシステムなどはすべてこれに統合され、1日分以上の放送を全てオーディオファイルから放送することも可能となっているが、データ量の多い映像を扱うテレビ放送に用いるビデオファイルは、今のところ、このように大量の番組素材を収容できるほどのものとはなっておらず、ビデオファイルは、初期のラジオ放送局のオーディオファイルと同様に、現状、番組バンクシステムやCMバンクシステムの補助的な位置にある。また番組バンクシステム、CMバンクシステムとビデオファイルを併せたシステムも、現在のオーディオファイルの機能性に匹敵するものとはなっておらず、初期のオーディオファイルを用いたラジオ放送システムと同様に、その運用上の制約も多い。ビデオファイルが最終的な目標である「映像音声バンクシステム」となるには、まだしばらくかかる状態にある。